# Thali García
Thali Alejandra García Arce (née le 14 mars 1990 à Guadalajara, Jalisco, Mexique) est une actrice mexicaine qui a grandi à Hermosillo, Sonora. Quand elle avait l'âge de 17 ans elle a quitté sa ville natale Hermosillo pour aller vivre dans la capitale Mexico. À Mexico elle était présentatrice de Nickers, une émission de télévision destinée en particulier aux téléspectateurs de 8 à 15 ans, diffusé par Nickelodeon Amérique latine, une chaîne de télévision privée pour les enfants et jeunes.

## Filmographie
Thali García eu des rôles dans plusieurs séries télévisées telles que:
- 2008-2009: Maribel dans Secretos del Alma, une telenovela mexicaine[4]
- 2011: Regina Córdoba dans Bienvenida realidad, un roman-savon mexicain[5]
- 2012-2013: Eva Sotomayor dans Rosa diamante, un roman-savon tourné au Mexique par Telemundo Television Studios, une division de NBCUniversal[6]
- 2013: Sandra Riveroli dans 11-11 En mi Cuadra Nada Cuadra, une telenovela de Nickelodeon Amérique latine[7]